# والدنبرو
والدنبرو (به اسپانیایی: Valdenebro) یک دهستان در اسپانیا است که در استان سریا واقع شده‌است.

## خصوصیات
والدنبرو ۵۱ کیلومترمربع مساحت و ۱۴۶ نفر جمعیت دارد.